# Katholische Kirchengemeinde St. Peter und Paul (Duisburg)
Die Katholische Kirchengemeinde St. Peter und Paul (Duisburg) ist die Kirchengemeinde im Duisburger Stadtteil Huckingen. Sie gehört zum Dekanat Duisburg-Süd im Bistum Essen. Die Gemeinde feiert ihre Gottesdienste in der Kirche St. Peter und Paul. Sie blickt auf eine über 700-jährige geschichtliche Tradition zurück.

## Kirchengeschichte bis zur Reformation
Die Christianisierung des rechtsrheinischen Raumes um Kaiserswerth inkl. Huckingens geht zurück auf Suitbert im 7. Jahrhundert. Zunächst war Huckingen Teil der Pfarrgemeinde Mündelheim. Später wurde in Huckingen eine Filialkirche (=Kapelle) eingerichtet, welche aber unter Hoheit der Hauptpfarre in Mündelheim blieb.  Die erste urkundliche Erwähnung der Huckinger Filialkirche stammt aus dem Jahr 1289, in der ein Rektor Winand der Kapelle in Huckingen und dessen Glöckner Dietrich genannt werden. Offensichtlich muss damit zu diesem Zeitpunkt bereits ein Kirchenbauwerk bestanden haben.
Im Jahr 1398 war ein Hermann Eickhorn von Duisburg Rektor der Filialkirche, die auf den Heiligen Magnus, d. h. entweder auf Magnus von Füssen oder Magnus von Fabrateria vetus, geweiht war. Ende des 14. Jahrhunderts bekommt Priester Gottschalk Selendonc von Ratingen die Seelsorgerstelle. 1476 war Graf Heinrich von Limburg-Broich der rechtmäßige Kollator der Filialkirche. 1509 war es Graf Johann von Limburg-Broich, Pfandherr von Broich. Dieser übertrug die nach dem Tod des Rektors Johannes Venator freigewordene Stelle dem Geistlichen Sverin Steenhuyß aus der Diözese Köln.
1552 leitete Vikar Heinrich Krum die Filialkirche, eingeführt durch den Grafen Wirich V. von Daun-Falkenstein. Heinrich Krum trat zur reformierten Lehre über und wurde in Mettmann reformierter Priester.
1568 übertrug Graf Wirich VI. von Daun-Falkenstein die Filialkirche an den verheirateten Reformationsanhänger und Familienvater Gerhard Barß. Obwohl die Beamten des Herzogs in Angermund vehement seine Absetzung forderten, konnte Barß mit Unterstützung des Grafen von Daun und der Huckinger Bevölkerung bis zu seinem Tod am 25. Juli 1587 im Amt bleiben. 1588 setzte der Graf von Daun einen reformierten Geistlichen ein, der jedoch kurz vor Ostern 1589 abgeführt und knapp zwei Monate in das Angermunder Gefängnis gesteckt wurde. Danach blieb die Stelle zwei Jahre unbesetzt und der Gottesdienst ruhte. Nachdem ein durch Angermund eingesetzter katholischer Pfarrer namens Peter Schuven schon kurz darauf seinen Abschied nahm, setzte Graf von Daun 1594 noch einmal einen Mann reformierten Glaubens namens Arnold Guisen aus Duisburg ein. Die Pfarre Mündelheim protestierte und verbot Guisen das Predigen. Nachdem Graf Wirich VI. am 11. Oktober 1598 von spanischen Söldnern nahe dem Schloss Broich getötet worden war, fehlte es weiteren reformatorischen Anstrengungen an Unterstützung und Huckingen wurde wieder katholisch und blieb es lange Zeit.
1625 war ein Pastor namens Hoichstraiß in Huckingen tätig.

## Katholische Kirchengemeinde nach der Reformation
Nach langen Religionsstreitigkeiten schenken 1671 die Grafen zu Broich, die sich für den Protestantismus entschieden, mit Zustimmung des Herzogs von Jülich-Berg das Patronatsrecht für die Filialkirche Huckingen an den Duisburger Kreuzbruderkonvent, der der Mündelheimer Pfarre einen Treueid schwören musste.
1733 baten die Kirchenmeister zu Huckingen für ihre Filialkirche um Bauholz für neue Pfosten.
1746 wird die kleine Wegekapelle zu Ehren des Rochus von Montpellier (Rochuskapelle) wiedererrichtet. 1755 wurde um Bauholz für Beichtstühle gebeten. 1767 folgt dann eine neue kleine Kirche (St. Petrus und Paulus) auf dem Platz der zuvor dort existierenden kleineren Kapelle (St. Marie Virgine). 1777 wiederum wurde vom Küster Rütgenbach aus Armut um Brandholz und von der Gemeinde um Holz für den Neubau einer Gemeindeschule gebeten und 1788 für den Austausch der Bodenbeläge in der Kirche, die seit dem Hochwasser 1784 verfaulten. 1800 war es Deservitor der Huckinger Vikarie Johann Heinrich Streithoven, der um Holz für seine Kirche bat. 1804 verfügte die Regierung in Düsseldorf Holz für den Bau einer Schule bereitzustellen.
Um 1778 waren die Kreuzbrüder Josef Golzheim und Johannes Henricus Streihoven-Reiter Vikare in Huckingen, doch nach der Auflösung des Ordens der Kreuzbrüder 1815 übernahmen Mündelheimer Pfarrer und Minoriten-Franziskaner aus Duisburg die Seelsorge. Mit letzteren hatten Huckinger bereits 1727 einen Vertrag über regelmäßige Frühmessen abgeschlossen.
Nach Auflösung des Kreuzbrüderordens in Duisburg siedelte Pater Conradus Schommerz in das Pastorat nach Huckingen über. Er war zuvor schon in Huckingen tätig gewesen und setzte sich nun stark für die Unabhängigkeit der Filialkirche Huckingen ein. 1804 bat er um Holz für seine Kirche. Am 15. August 1833 schließlich wurde Huckingen zu einer eigenständigen Pfarrei erhoben, zu der zu jener Zeit die Stadtteile Huckingen, Buchholz inkl. Eichelskamp, Großenbaum, Wedau und Bissingheim gehörten. Pater Schommerz, offiziell Pfarrverwalter, trat am 18. Mai 1842 in den Ruhestand und wurde durch den ersten offiziellen Pfarrer Franz Ackermann abgelöst.

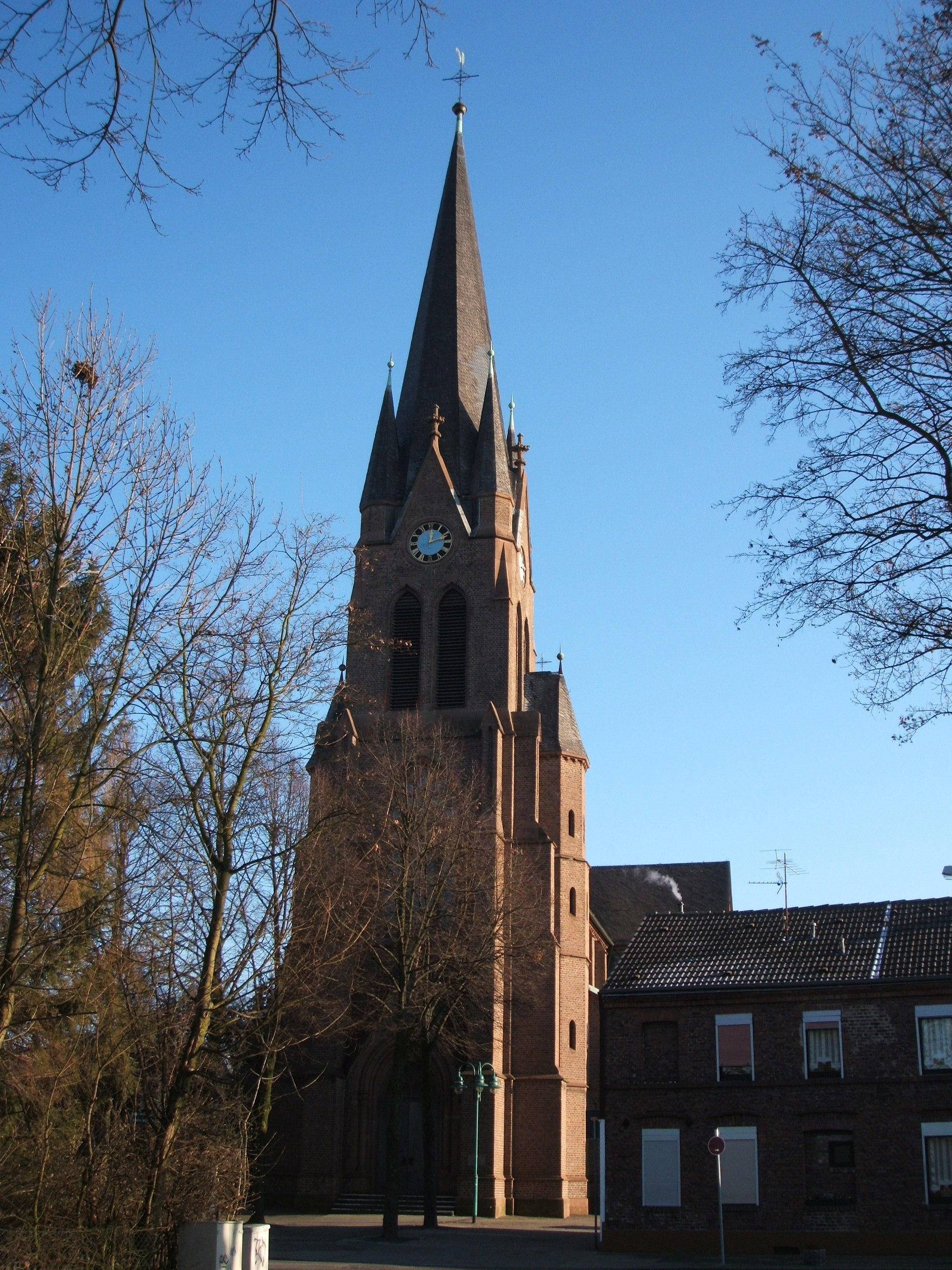
Frontansicht der Kirche St. Peter und Paul (Duisburg)

Wegen des schlechten Zustands der 1767 errichteten Vorgängerkirche und eines dringenden Vergrößerungsbedarf wird zwischen 1877 und 1893 ein neuer Sakralbau im neogotischen Stil errichtet, die Kirche St. Peter und Paul. Kurz vor Fertigstellung der neuen Kirche erfolgt 1892 die Gründung des Kirchenchors Cäcilia. Die Konsekration der neuen Kirche erfolgt 1902.
Durch weiteren Bevölkerungszuwachs war dann schließlich eine Aufteilung der Pfarre Huckingen erforderlich. 1910 wurde die erst 1907 gegründete Huckinger Filialkirche in Buchholz zur eigenständigen Pfarre (St. Judas Thaddäus) erhoben. 1914 bekam auch Großenbaum eine eigene Pfarre (St. Franziskus). 1920 folgte Wedau (St. Joseph), 1929 Bissingheim (Rektoratspfarre St. Raphael).
Mit der Gründung des Ruhrbistums am 1. Januar 1958 wurde dann der Duisburger Süden aus dem Erzbistum Köln herausgelöst und dem Bistum Essen zugeschlagen. Heute gehören alle katholischen Kirchen in der alten Honnschaft Huckingen zum Dekanat Duisburg-Süd im Bistum Essen.
Nach Pater Schommerz waren folgende Pfarrer und Pastoren in Huckingen tätig:
| Pfarrer / Pastor           | Jahre     |
| -------------------------- | --------- |
| Franz Ackermann            | 1842–1873 |
| Johannes Wilhelmus Sauvage | 1873–1890 |
| Wilhelm Heinrich Klaes     | 1891–1893 |
| Peter Hubert Senden        | 1893–1906 |
| Johann Ludger Pörting      | 1906–1923 |
| Maximilian Probst          | 1923–1939 |
| Dr. Wilhelm Busch          | 1939–1947 |
| Josef Douven               | 1948–1968 |
| Rochus Habitzky            | 1968–1991 |
| Hans-Thomas Patek          | 1991–2008 |
| Rainer Tolksdorf           | 2008–2011 |
| Hermann-Josef Brandt       | Ab 2012   |

Durch die Umstrukturierung des Bistums Essen am 30. September 2006 ging die Gemeinde St. Peter und Paul in der Pfarrei St. Judas Thaddäus auf, die gleichzeitig in Gemeinde St. Judas Thaddäus umbenannt wurde. Die Pfarrei St. Judas Thaddäus umfasst jetzt das gesamte Gebiet des Duisburger Südens mit insgesamt sechs Gemeinden. Einen Kirchenvorstand gibt es nur noch auf der Pfarreiebene, nicht mehr in den einzelnen Gemeinden.